# Ширяйкіно
Ширяйкіно (рос. Ширяйкино) — присілок Гагарінського району Смоленської області Росії. Входить до складу Покровського сільського поселення.
Населення — 7 осіб. 